# Elecciones al Parlamento de Canarias de 2011
Las Elecciones al Parlamento de Canarias de 2011 tuvieron lugar el 22 de mayo de 2011, en el marco de las Elecciones autonómicas de España de 2011 y dieron inicio a la VIII legislatura.

## Circunscripciones
Las circunscripciones electorales corresponden a cada una de las islas del siguiente modo:
- Gran Canaria: 15 parlamentarios.
- Lanzarote: 8 parlamentarios.
- Fuerteventura: 7 parlamentarios.
- Tenerife: 15 parlamentarios.
- La Palma: 8 parlamentarios.
- La Gomera: 4 parlamentarios.
- El Hierro: 3 parlamentarios.

Sólo serán tenidas en cuenta aquellas listas de partido o coalición que hubieran obtenido el mayor número de votos válidos de su respectiva circunscripción electoral y las siguientes que hubieran obtenido, al menos, el 30 por 100 de los votos válidos emitidos en la circunscripción insular o, sumando los de todas las circunscripciones en donde hubiera presentado candidatura, al menos, el 6 por 100 de los votos válidos emitidos en la totalidad de la Comunidad Autónoma.

## Candidaturas por circunscripción
| Cir. |                     | PP                   |                      | Nca                    |
| Cir. | Dip                 | Dip                  | Dip                  | Dip                    |
| ---- | ------------------- | -------------------- | -------------------- | ---------------------- |
| EH   | José Javier Morales | Agustín Padrón       | Alpidio Armas        |                        |
| FT   | Claudina Morales    | Águeda Montelongo    | Domingo Fuentes      | Manuel B. Travieso     |
| GC   | Mª del Mar Julios   | José Manuel Soria    | José Miguel Pérez    | Román Rodríguez        |
| LG   | Víctor Tomás Chinea | Milagros Bethencourt | Julio Cruz           | Moisés Plasencia       |
| LZ   | Inés Rojas de León  | Astrid Pérez         | Francisco M. Fajardo | Fabián A. Martín       |
| LP   | Antonio Castro      | Mª Rosa de Haro      | Manuel Marcos Pérez  | Francisco J. Rodríguez |
| TF   | Paulino Rivero      | Manuel Fernández     | Francisco H. Spínola | Santiago Pérez         |

De los cuatro partidos que obtuvieron representación, todos salvo Nueva Canarias habían presentado listas en todas las islas. Los candidatos del Partido Popular, Partido Socialista Obrero Español y Nueva Canarias representaron a la isla de Gran Canaria, mientras que el candidato de Coalición Canaria, Paulino Rivero, representó a la isla de Tenerife. Como en elecciones anteriores, Agrupación Herreña Independiente se presentó en coalición con Coalición Canaria, siendo su candidato José Javier Morales. También el Partido Nacionalista Canario se presentó en alianza con Coalición Canaria. Nueva Canarias se presentó en coalición en varias islas: con Socialistas por La Gomera, con Asambleas Municipales por Fuerteventura y con Partido de Independientes de Lanzarote-Partido Nacionalista de Lanzarote. No obstante, solo la lista coaligada con Nueva Canarias en Lanzarote consiguIó representación en el parlamento.

## Resultados

### Proporción de escaños
| 21 | 15   | 3  | 21 |
| CC | PSOE | NC | PP |

### Resultados por partido
| ← Elecciones al Parlamento de Canarias de 2011 → |                                                             |                          |         |       |         |     |
| Presidente y gobierno | Partido                                                     | Candidato                | Votos   | %     | Escaños | +/- |
| - Presidente: Paulino Rivero - Gobierno: - Coalición Canaria-Partido Socialista de Canarias-PSOE - Censo: 1.581.480 - Votantes: 931.010 (58,86%) - Abstención: 650.470 (41,14%) - Válidos: 905.959 - A candidatura: 880.942 | Partido Popular de Canarias (PP)                            | José Manuel Soria        | 289.381 | 31,08 | 21      | +6  |
| - Presidente: Paulino Rivero - Gobierno: - Coalición Canaria-Partido Socialista de Canarias-PSOE - Censo: 1.581.480 - Votantes: 931.010 (58,86%) - Abstención: 650.470 (41,14%) - Válidos: 905.959 - A candidatura: 880.942 | Coalición Canaria-Partido Nacionalista Canario (CC-PNC)     | Paulino Rivero           | 223.785 | 24,04 | 20      | +3  |
| - Presidente: Paulino Rivero - Gobierno: - Coalición Canaria-Partido Socialista de Canarias-PSOE - Censo: 1.581.480 - Votantes: 931.010 (58,86%) - Abstención: 650.470 (41,14%) - Válidos: 905.959 - A candidatura: 880.942 | Partido Socialista de Canarias (PSOE)                       | José Miguel Pérez García | 190.028 | 20,41 | 15      | -11 |
| - Presidente: Paulino Rivero - Gobierno: - Coalición Canaria-Partido Socialista de Canarias-PSOE - Censo: 1.581.480 - Votantes: 931.010 (58,86%) - Abstención: 650.470 (41,14%) - Válidos: 905.959 - A candidatura: 880.942 | Nueva Canarias (NC)                                         | Román Rodríguez          | 82.148  | 8,82  | 3       | +3  |
| - Presidente: Paulino Rivero - Gobierno: - Coalición Canaria-Partido Socialista de Canarias-PSOE - Censo: 1.581.480 - Votantes: 931.010 (58,86%) - Abstención: 650.470 (41,14%) - Válidos: 905.959 - A candidatura: 880.942 | Agrupación Herreña Independiente-Coalición Canaria (AHI-CC) | José Javier Morales      | 2.163   | 0,23  | 1       | -1  |
| - Presidente: Paulino Rivero - Gobierno: - Coalición Canaria-Partido Socialista de Canarias-PSOE - Censo: 1.581.480 - Votantes: 931.010 (58,86%) - Abstención: 650.470 (41,14%) - Válidos: 905.959 - A candidatura: 880.942 | Alternativa Ciudadana Si Se Puede (AC25M)                   |                          | 19.020  | 2,04  | 0       |     |
| - Presidente: Paulino Rivero - Gobierno: - Coalición Canaria-Partido Socialista de Canarias-PSOE - Censo: 1.581.480 - Votantes: 931.010 (58,86%) - Abstención: 650.470 (41,14%) - Válidos: 905.959 - A candidatura: 880.942 | Los Verdes de Canarias                                      |                          | 18.831  | 2,02  | 0       |     |
| - Presidente: Paulino Rivero - Gobierno: - Coalición Canaria-Partido Socialista de Canarias-PSOE - Censo: 1.581.480 - Votantes: 931.010 (58,86%) - Abstención: 650.470 (41,14%) - Válidos: 905.959 - A candidatura: 880.942 | Unión, Progreso y Democracia (UPyD)                         |                          | 9.069   | 0,97  | 0       |     |
| - Presidente: Paulino Rivero - Gobierno: - Coalición Canaria-Partido Socialista de Canarias-PSOE - Censo: 1.581.480 - Votantes: 931.010 (58,86%) - Abstención: 650.470 (41,14%) - Válidos: 905.959 - A candidatura: 880.942 | Compromiso por Gran Canaria                                 |                          | 7.382   | 0,79  | 0       |     |
| - Presidente: Paulino Rivero - Gobierno: - Coalición Canaria-Partido Socialista de Canarias-PSOE - Censo: 1.581.480 - Votantes: 931.010 (58,86%) - Abstención: 650.470 (41,14%) - Válidos: 905.959 - A candidatura: 880.942 | Izquierda Unida Canaria (IUC)                               |                          | 6.696   | 0,72  | 0       |     |
| - Presidente: Paulino Rivero - Gobierno: - Coalición Canaria-Partido Socialista de Canarias-PSOE - Censo: 1.581.480 - Votantes: 931.010 (58,86%) - Abstención: 650.470 (41,14%) - Válidos: 905.959 - A candidatura: 880.942 | Alternativa Nacionalista Canaria (ANC)                      |                          | 6.494   | 0,70  | 0       |     |
| - Presidente: Paulino Rivero - Gobierno: - Coalición Canaria-Partido Socialista de Canarias-PSOE - Censo: 1.581.480 - Votantes: 931.010 (58,86%) - Abstención: 650.470 (41,14%) - Válidos: 905.959 - A candidatura: 880.942 | Sentido Común en Canarias                                   |                          | 4.761   | 0,51  | 0       |     |
| - Presidente: Paulino Rivero - Gobierno: - Coalición Canaria-Partido Socialista de Canarias-PSOE - Censo: 1.581.480 - Votantes: 931.010 (58,86%) - Abstención: 650.470 (41,14%) - Válidos: 905.959 - A candidatura: 880.942 | Partido Progresista Majorero (PPM)                          |                          | 4.334   | 0,47  | 0       |     |
| - Presidente: Paulino Rivero - Gobierno: - Coalición Canaria-Partido Socialista de Canarias-PSOE - Censo: 1.581.480 - Votantes: 931.010 (58,86%) - Abstención: 650.470 (41,14%) - Válidos: 905.959 - A candidatura: 880.942 | Movimiento Patriótico Canario (MPC)                         |                          | 2.750   | 0,30  | 0       |     |
| - Presidente: Paulino Rivero - Gobierno: - Coalición Canaria-Partido Socialista de Canarias-PSOE - Censo: 1.581.480 - Votantes: 931.010 (58,86%) - Abstención: 650.470 (41,14%) - Válidos: 905.959 - A candidatura: 880.942 | Partido Antitaurino Contra el Maltrato Animal (PACMA)       |                          | 2.715   | 0,29  | 0       |     |
| - Presidente: Paulino Rivero - Gobierno: - Coalición Canaria-Partido Socialista de Canarias-PSOE - Censo: 1.581.480 - Votantes: 931.010 (58,86%) - Abstención: 650.470 (41,14%) - Válidos: 905.959 - A candidatura: 880.942 | Partido Comunista del Pueblo Canario (PCPC)                 |                          | 2.368   | 0,25  | 0       |     |
| - Presidente: Paulino Rivero - Gobierno: - Coalición Canaria-Partido Socialista de Canarias-PSOE - Censo: 1.581.480 - Votantes: 931.010 (58,86%) - Abstención: 650.470 (41,14%) - Válidos: 905.959 - A candidatura: 880.942 | Partido por los Servicios y los Empleados Públicos          |                          | 1.993   | 0,21  | 0       |     |
| - Presidente: Paulino Rivero - Gobierno: - Coalición Canaria-Partido Socialista de Canarias-PSOE - Censo: 1.581.480 - Votantes: 931.010 (58,86%) - Abstención: 650.470 (41,14%) - Válidos: 905.959 - A candidatura: 880.942 | Por un Mundo Más Justo (M+J)                                |                          | 1.442   | 0,15  | 0       |     |
| - Presidente: Paulino Rivero - Gobierno: - Coalición Canaria-Partido Socialista de Canarias-PSOE - Censo: 1.581.480 - Votantes: 931.010 (58,86%) - Abstención: 650.470 (41,14%) - Válidos: 905.959 - A candidatura: 880.942 | Movimiento por la Unidad del Pueblo Canario (MUPC)          |                          | 1.268   | 0,14  | 0       |     |
| - Presidente: Paulino Rivero - Gobierno: - Coalición Canaria-Partido Socialista de Canarias-PSOE - Censo: 1.581.480 - Votantes: 931.010 (58,86%) - Abstención: 650.470 (41,14%) - Válidos: 905.959 - A candidatura: 880.942 | Partido Humanista (PH)                                      |                          | 1.246   | 0,13  | 0       |     |
| - Presidente: Paulino Rivero - Gobierno: - Coalición Canaria-Partido Socialista de Canarias-PSOE - Censo: 1.581.480 - Votantes: 931.010 (58,86%) - Abstención: 650.470 (41,14%) - Válidos: 905.959 - A candidatura: 880.942 | Unidad del Pueblo                                           |                          | 1.133   | 0,12  | 0       |     |
| - Presidente: Paulino Rivero - Gobierno: - Coalición Canaria-Partido Socialista de Canarias-PSOE - Censo: 1.581.480 - Votantes: 931.010 (58,86%) - Abstención: 650.470 (41,14%) - Válidos: 905.959 - A candidatura: 880.942 | Centro Democrático Liberal (CDL)                            |                          | 1.018   | 0,11  | 0       |     |
| - Presidente: Paulino Rivero - Gobierno: - Coalición Canaria-Partido Socialista de Canarias-PSOE - Censo: 1.581.480 - Votantes: 931.010 (58,86%) - Abstención: 650.470 (41,14%) - Válidos: 905.959 - A candidatura: 880.942 | Centro Socialdemócrata Canario (CSC)                        |                          | 361     | 0,04  | 0       |     |
| - Presidente: Paulino Rivero - Gobierno: - Coalición Canaria-Partido Socialista de Canarias-PSOE - Censo: 1.581.480 - Votantes: 931.010 (58,86%) - Abstención: 650.470 (41,14%) - Válidos: 905.959 - A candidatura: 880.942 | Democracia Nacional (DN)                                    |                          | 314     | 0,03  | 0       |     |
| - Presidente: Paulino Rivero - Gobierno: - Coalición Canaria-Partido Socialista de Canarias-PSOE - Censo: 1.581.480 - Votantes: 931.010 (58,86%) - Abstención: 650.470 (41,14%) - Válidos: 905.959 - A candidatura: 880.942 | Iniciativa por el Hierro-Izquierda Unida Canaria (IxH-IUC)  |                          | 122     | 0,01  | 0       |     |
| - Presidente: Paulino Rivero - Gobierno: - Coalición Canaria-Partido Socialista de Canarias-PSOE - Censo: 1.581.480 - Votantes: 931.010 (58,86%) - Abstención: 650.470 (41,14%) - Válidos: 905.959 - A candidatura: 880.942 | Unificación Comunista de España (UCE)                       |                          | 120     | 0,01  | 0       |     |
| - Presidente: Paulino Rivero - Gobierno: - Coalición Canaria-Partido Socialista de Canarias-PSOE - Censo: 1.581.480 - Votantes: 931.010 (58,86%) - Abstención: 650.470 (41,14%) - Válidos: 905.959 - A candidatura: 880.942 | En blanco                                                   | N/A                      | 25.017  | 2,76  | N/A     | N/A |
| - Presidente: Paulino Rivero - Gobierno: - Coalición Canaria-Partido Socialista de Canarias-PSOE - Censo: 1.581.480 - Votantes: 931.010 (58,86%) - Abstención: 650.470 (41,14%) - Válidos: 905.959 - A candidatura: 880.942 | Nulos                                                       | N/A                      | 25.051  | 2,69  | N/A     | N/A |

### Resultados por Islas
| Islas Canarias |      |      |      |      |      |      | Tot. |
| Islas Canarias | Dip. | Dip. | Dip. | Dip. | Dip. | Dip. |      |
| -------------- | ---- | ---- | ---- | ---- | ---- | ---- | ---- |
| Tenerife       | 6    | 3    | 5    |      |      | 1    | 15   |
| Gran Canaria   | 1    | 4    | 8    | 2    |      |      | 15   |
| Lanzarote      | 4    | 1    | 2    | 1    |      |      | 8    |
| Fuerteventura  | 3    | 2    | 2    |      |      |      | 7    |
| La Palma       | 4    | 2    | 2    |      |      |      | 8    |
| La Gomera      | 1    | 2    | 1    |      |      |      | 4    |
| El Hierro      |      | 1    | 1    |      | 1    |      | 3    |
| TOTAL          | 19   | 15   | 21   | 3    | 1    | 1    | 60   |

## Pactos postelectorales

Distribución de escaños en el Parlamento de Canarias.

Al no llegar ningún partido a la mayoría absoluta, los pactos se conforman imprescindibles para formar Gobierno. El acuerdo entre el Partido Popular y Coalición Canaria de las dos últimas legislaturas no se iba a repetir, desde que en octubre de 2010 el PP abandonara el pacto que tenía con CC después de que la formación nacionalista apoyara los Presupuestos Generales del Estado presentados por el PSOE en el Congreso de los Diputados. Así, CC quedó gobernando en minoría el Gobierno Canario.
Antes de las elecciones, el PP ofreció un pacto al PSOE para gobernar en conjunto y apartar a CC del Gobierno canario, en el que lleva desde 1993. Sin embargo, el PSOE rechazó la oferta. Inmediatamente, la única posibilidad restante, un acuerdo PSOE-CC, ganó enteros. Una semana después de las elecciones, la dirección federal del PSOE dio su visto bueno a pactar con Coalición Canaria. El domingo 29 de mayo de 2011, el PSOE ofreció a Coalición Canaria formar un gobierno conjunto.
| Candidato           | Fecha                                                  | Voto       |    |    |    |   | Total |
| ------------------- | ------------------------------------------------------ | ---------- | -- | -- | -- | - | ----- |
| Paulino Rivero (CC) | 5 de julio de 2011 Mayoría requerida: Absoluta (31/60) | Sí         |    | 21 | 15 |   | 36/60 |
| Paulino Rivero (CC) | 5 de julio de 2011 Mayoría requerida: Absoluta (31/60) | No         | 21 |    |    |   | 21/60 |
| Paulino Rivero (CC) | 5 de julio de 2011 Mayoría requerida: Absoluta (31/60) | Abstención |    |    |    | 3 | 3/60  |